# Charaxes pauciventata
Charaxes pauciventata är en fjärilsart som beskrevs av De Castro 1950. Charaxes pauciventata ingår i släktet Charaxes och familjen praktfjärilar. Inga underarter finns listade i Catalogue of Life.